# Виявляння об'єктів

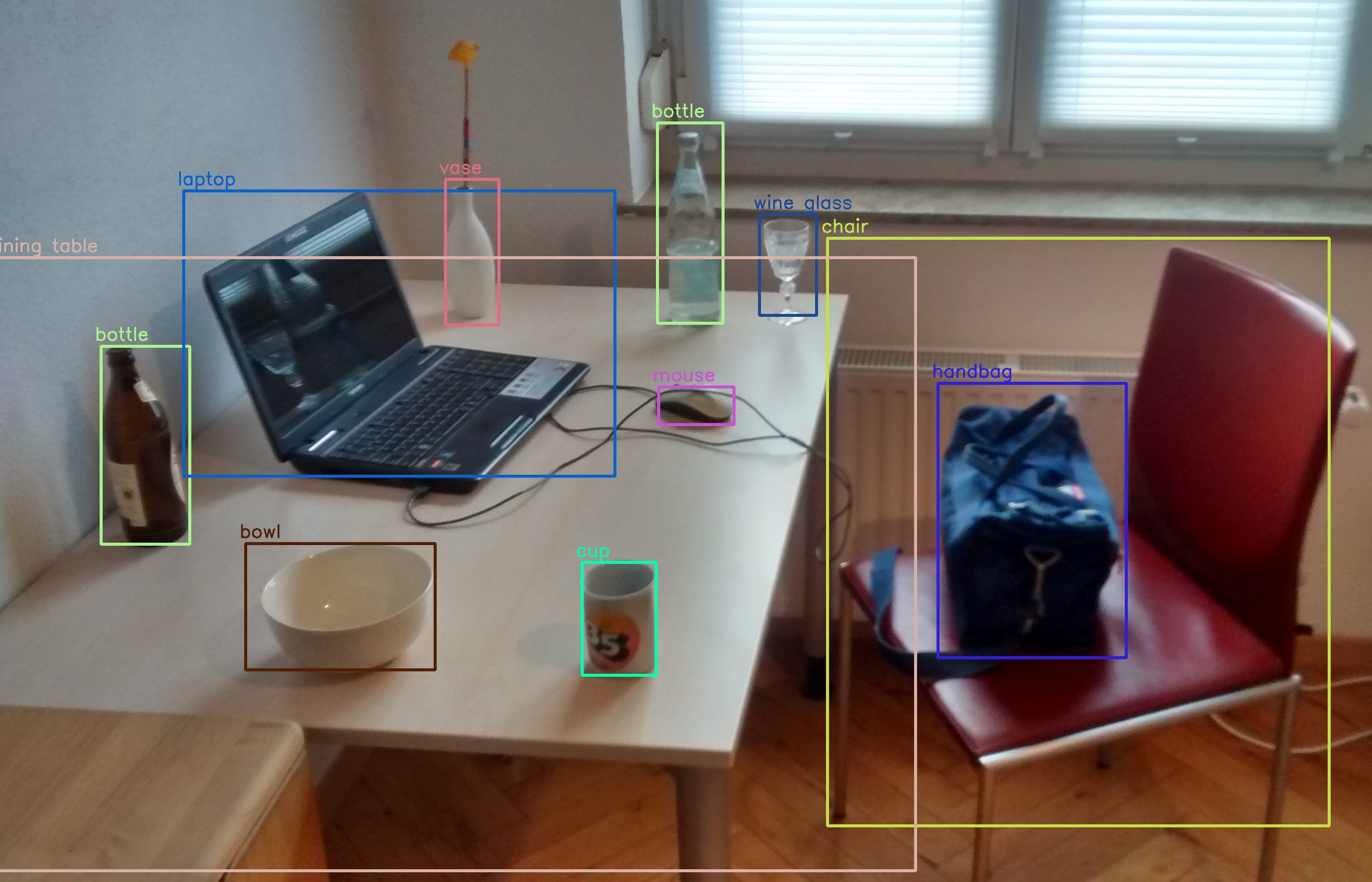
Об'єкти, виявлені за допомогою модуля Deep Neural Network (dnn) OpenCV за допомогою моделі YOLOv3, натренованої на наборі даних COCO, здатному виявляти об'єкти 80 загальних класів.

Виявля́ння об'є́ктів (англ. object detection) — це комп'ютерна технологія, пов'язана з комп'ютерним баченням та обробкою зображень, яка має справу з виявлянням примірників семантичних об'єктів певного класу (таких як люди, будівлі чи автомобілі) у цифрових зображеннях та відео. До добре досліджених областей виявляння об'єктів належать виявляння облич та виявляння пішоходів. Виявляння об'єктів має застосування у багатьох сферах комп'ютерного бачення, включно з пошуком зображень та відеоспостереженням.

## Використання

Виявляння об'єктів на дорозі

Його широко використовують у задачах комп'ютерного бачення, таких як автоматичне анотування зображень, підрахунок транспортних засобів, розпізнавання діяльності, виявляння облич, розпізнавання облич, співсегментування об'єктів у відео. Його також використовують у відстежуванні об'єктів, наприклад відстежуванні м'яча під час футбольного матчу, відстежуванні руху біти для крикету, або відстежуванні особи на відео.

## Концепція
Кожен клас об'єктів має свої ознаки, які допомагають у його класифікуванні — наприклад, усі кола круглі. Виявляння класу об'єктів використовує ці особливі ознаки. Наприклад, при пошуку кіл шукають об'єкти, що перебувають на певній відстані від якоїсь точки (тобто центру). Подібним чином, при пошуку квадратів потрібні об'єкти, які мають перпендикулярні кути та мають однакову довжину сторін. Подібний підхід використовують для встановлювання облич, де можливо знаходити очі, ніс і губи, а також такі ознаки, як колір шкіри та відстань між очима.

## Методи

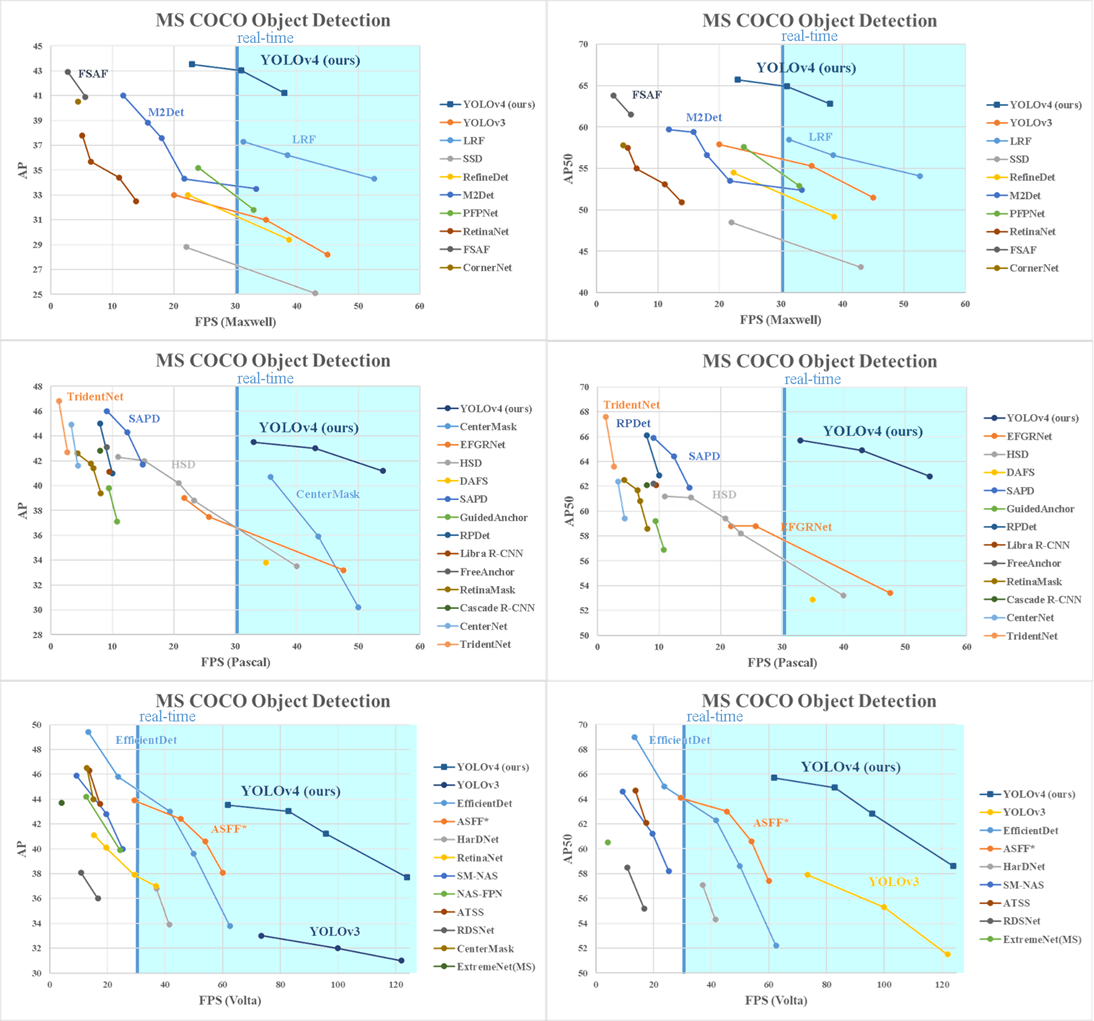
Порівняння швидкості та точності різних виявлячів на наборі даних Microsoft COCO testdev https://cocodataset.org (усі значення зі статей https://arxiv.org авторів цих алгоритмів)

Методи виявляння об'єктів зазвичай належать або до нейромережних, або до ненейронних підходів. Для ненейронних підходів стає необхідним спочатку визначити ознаки за допомогою одного з наведених нижче методів, а потім використовувати метод, такий як опорновекторні машини (ОВМ, англ. SVM), щоби здійснювати класифікування. З іншого боку, нейронні методики здатні здійснювати наскрізне виявляння об'єктів без спеціального визначення ознак, і зазвичай ґрунтуються на згорткових нейронних мережах (ЗНМ, англ. CNN).
- Ненейронні підходи:
  - Система Віоли — Джонса виявляння об'єктів на основі гаарових ознак
  - Масштабоінваріантне ознакове перетворення (МІОП, англ. SIFT)
  - Ознаки гістограм напрямлених градієнтів (ГНГ, англ. HOG)[6]
- Нейромережні підходи:
  - Пропозиції областей[en] (О-ЗНМ, англ. R-CNN,[7] Fast R-CNN,[8] Faster R-CNN,[9] каскадна О-ЗНМ.[10])
  - Одноходовий багаторамковий виявляч (ОКВ, англ. Single Shot MultiBox Detector, SSD)[11]
  - You Only Look Once (YOLO, укр. «ви дивитеся лише раз»)[12][13][14][5][15]
  - Одноходова уточнювальна нейронна мережа для виявляння об'єктів (англ. Single-Shot Refinement Neural Network for Object Detection, RefineDet)[16]
  - Retina-Net[17][10]
  - Деформовні згорткові мережі (англ. deformable convolutional networks)[18][19]